# Les Petits Géants
Pour plus de détails, voir Fiche technique et Distribution.
Les Petits Géants (Little Giants) est une comédie américaine réalisée par Duwayne Dunham et sortie en 1994.

## Fiche technique
- Titre original : Little Giants
- Réalisation : Duwayne Dunham
- Scénario : James Ferguson, Robert Shallcross, Michael Goldberg et Tommy Swerdlow
- Photographie : Janusz Kaminski
- Montage : Donn Cambern, Jonathan P. Shaw et Michael Tronick
- Musique : John Debney
- Costumes : April Ferry
- Décors : Rick Gentz
- Producteur : Arne Schmidt
  - Producteur associé : D. Scott Easton
  - Producteur délégué : Gerald R. Molen et Walter F. Parkes
- Sociétés de production : Amblin Entertainment
- Sociétés de distribution : Warner Bros.
- Pays d'origine :  États-Unis
- Langue originale : anglais
- Format : couleur
- Genre : Comédie
- Durée : 106 minutes
- Dates de sortie :
  - États-Unis : 14 octobre 1994
  - Royaume-Uni : 28 décembre 1998

## Distribution
- Rick Moranis (VF : Georges Caudron) : Danny O'Shea
  - Justin Jon Ross (VF : Hervé Grull) : Danny jeune
- Ed O'Neill (VF : Michel Dodane) : Kevin O'Shea
  - Travis Robertson (VF : Alexis Tomassian) : Kevin jeune
- Shawna Waldron (VF : Sauvane Delanoë) : Becky O'Shea
- Devon Sawa (VF : Charles Pestel) : Junior
- Todd Bosley (VF : Donald Reignoux) : Jake Berman
- Sam Horrigan (VF : Tony Marot) : Spike
- Brian Haley (en) : Mike Hammersmith
- Mary Ellen Trainor (VF : Dominique Chauby) : Karen O'Shea
- Courtney Peldon (VF : Sarah Marot) : Debbie O'Shea
- Alexa Vega (VF : Sarah Marot) : Priscilla O'Shea
- Jon Paul Steuer (VF : Alexis Tomassian) : Johnny Vennaro
- Marcus Toji (VF : Hervé Grull) : Marcus
- Susanna Thompson : Patty Floyd
  - Janna Michaels (VF : Marie-Charlotte Leclaire) : Patty jeune
- Rickey D'Shon Collins : Briggs
- Mark Holton : M. Zolteck
- Bonnie Hellman : Mme Zolteck
- Michael Byrne : M. Simpson
- Michael Blackburn : M. Vennaro
- Harry Shearer : le commentateur
- Dabbs Greer : Wilbur
- Myron Healey : le médecin
- Rance Howard : le prêtre
- Pat Crawford Brown : Louise
- Frank Welker : effets vocaux de l'animation
- John Madden, Steve Emtman, Bruce Smith, Emmitt Smith et Tim Brown : eux-mêmes